# Stefan Sienerth
Stefan Sienerth (* 28. März 1948 in Dârlos, Kreis Sibiu, Rumänien) ist ein deutscher Literaturwissenschaftler.

## Leben
Stefan Sienerth besuchte die Volksschule und das Gymnasium in Mediasch und studierte 1966 bis 1971 an der Babeș-Bolyai-Universität Cluj. Danach war er Assistent am Pädagogischen Institut in Neumarkt und wechselte 1975 an die Lucian-Blaga-Universität in Sibiu. Sienerth war Mitglied der Rumänischen Kommunistischen Partei und promovierte 1979 an der Universität Bukarest. 1986–1990 war er Mitarbeiter des Zentrums für Sozialwissenschaften in Sibiu und übersiedelte dann nach Deutschland. Dort arbeitete er am Institut für deutsche Kultur und Geschichte Südosteuropas an der LMU München, dessen Direktor er 2005 wurde und bis zum Ruhestand 2013 blieb.

## Werk

### Eigene Veröffentlichungen
- Geschichte der siebenbürgisch-deutschen Literatur. Von den Anfängen bis zum Ausgang des 16. Jahrhunderts. Dacia, Cluj-Napoca 1984.
- Beiträge zur rumäniendeutschen Literaturgeschichte. Dacia, Cluj-Napoca 1989, ISBN 973-35-0044-5.
- Geschichte der siebenbürgisch-deutschen Literatur im achtzehnten Jahrhundert. Dacia, Cluj-Napoca 1990, ISBN 973-35-0146-8.
- Leseangebot und Buchzirkulation in Siebenbürgen zwischen Humanismus und Aufklärung. In: Detlef Haberland (Hrsg.): Buch und Wissenstransfer in Ostmittel- und Südosteuropa in der Frühen Neuzeit. Beiträge der Tagung an der Universität Szeged vom 25.–28. April 2006. München 2007.
- Studien und Aufsätze zur Geschichte der deutschen Literatur und Sprachwissenschaft in Südosteuropa. IKGS, München 2008.
  - Band 1: Theoretische Reflexionen und Überblicksarbeiten. Beiträge zur deutschen Literatur in Siebenbürgen im 17. und 18. Jahrhundert und zur Geschichte der siebenbürgisch-sächsischen Germanistik. ISBN 978-3-9809851-8-5.
  - Band 2: Beiträge zur deutschen Literatur in Südosteuropa im 19. und 20. Jahrhundert. ISBN 978-3-9809851-9-2.

### Als Herausgeber
- Wahrheit vom Brot. Anthologie siebenbürgisch-deutscher Lyrik der Jahrhundertwende. Dacia, Cluj-Napoca 1980.
- Wintergrün. Anthologie siebenbürgisch-deutscher Lyrik aus der zweiten Hälfte des 19. Jahrhunderts. Dacia, Cluj-Napoca 1978.
- Georg Hoprich: Gedichte. Aus dem Nachlass herausgegeben, Kriterion: Bukarest 1983
- Das Leben ein Meer. Anthologie der Anfänge. Dacia, Cluj-Napoca 1986.
- Hermann Klöß: Herbstgetön. Gedichte, Dramen und eine Erzählung. Aus dem Nachlass herausgegeben. Kriterion, Bukarest 1989, ISBN 973-26-0120-5.
- Kritische Texte zur siebenbürgisch-deutschen Literatur. Vom Ende des 18. bis zum Beginn des 20. Jahrhunderts. Südostdeutsches Kulturwerk, München 1996, ISBN 3-88356-098-7.
- "Daß ich in diesen Raum hineingeboren wurde..." Gespräche mit deutschen Schriftstellern aus Südosteuropa. Südostdeutsches Kulturwerk, München 1997, ISBN 3-88356-125-8.
- mit Eckhard Grunewald: Deutsche Literatur im östlichen und südöstlichen Europa. Konzepte und Methoden der Geschichtsschreibung und Lexikographie. Tagung Marbach 7.–9. Dez. 1995. München 1997 (= Veröffentlichungen des Südostdeutschen Kulturwerks, Reihe B: Wissenschaftliche Arbeiten. Band 69).
- mit Peter Motzan: Die deutschen Regionalliteraturen in Rumänien (1918–1944). Positionsbestimmungen, Forschungswege, Fallstudien. Südostdeutsches Kulturwerk, München 1997, ISBN 3-88356-112-6.
- Siebenbürgische Erzählungen. mit Illustrationen von Renate Mildner-Müller. Südostdeutsches Kulturwerk, München 2002, ISBN 3-88356-165-7.
- mit Gerhardt Csejka: Vexierspiegel Securitate. Rumäniendeutsche Autoren im Visier des kommunistischen Geheimdienstes, Regensburg 2015 (Rezension in der Annotierten Bibliografie der Politikwissenschaft)